# Szabó Ilka
Szabó Ilka, született: Karingecz Katalin (Torda, 1848. augusztus 7. – Sopron, 1913. január 17.) drámai színésznő.

## Életútja
Karingetz Tivadar (Tódor) kereskedő és Patrubány Mária leánya. 1862-ben árván maradt, Szabó Mózes színész lett a nevelőatyja. 1868. november 16-án házasságot kötött Hahnel Károly (Szeged-Belváros, 1846. augusztus 3. – Budapest, Tabán, 1880. február 29., Hahnel Frigyes zenész és Becsey Terézia fia) színházi karnaggyal a buda-tabáni római katolikus plébánián. 1866. október 16-án lépett a színipályára. Működött Kassán, Budán és Temesvárott. 1894-ben nyugdíjba vonult. Később Csige Lajos felesége lett. Drámai és társalgási szerepekben aratott sikereket. Kedvelt művésznő volt.

## Fontosabb szerepei
- Melinda (Katona József: Bánk bán)
- Desdemona (Shakespeare: Othello)
- Hiller Ágnes (Moser–Schönthan: Hadjárat békében)
- Fourchambault-né (Augier: A Fourchambault-család)
- Csáky Lóra (Jókai Mór: Dózsa)

## Működési adatai
1866: Bényei István–Laczkó Gergely; 1869: Tímár; 1870: Tímár–Szuper Károly; 1871–73: Aradi Gerő; 1873: Krecsányi Ignác; 1874: Mosonyi Károly; 1875: Némethy Györgyné; 1876: Temesváry Lajos; 1877: Székesfehérvár; 1878: Gerőfy; 1879: Bényei; 1880: Gerőfy, Mosonyi; 1881: Gerőfy; 1882: Bogyó, Károlyi; 1883–85: Gerőfy Andor; 1885: Csóka Sándor; 1886: Jakab Lajos; 1887: Mosonyi Károly; 1888–91: Csóka; 1891: Tóvölgyi; 1892: Csóka.